# ラトビア陸軍
ラトビア陸軍（ラトビアりくぐん、ラトビア語: Sauszemes spēki、英語: Latvian Land Forces）は、ラトビアの陸軍組織。

## 概要
ラトビア陸軍は2023年時点で1,800名の現役兵を有しており、1個機械化歩兵旅団で構成されている。ラトビアはNATOおよびEUの加盟国であり、任務の一環として陸軍はアフガニスタンやコソボなどへの派遣も行っている。
また陸軍以外の地上戦力として、2,300名からなる統合部隊、1,200名の現役兵と10,000名の予備役からなる国家警備隊が存在するほか、国内にNATOの前方展開部隊が交代で駐留している。

## 歴史
かつてラトビア共和国が保有していた陸軍は、1940年にソビエト連邦がラトビア共和国を併合した際に無力化され、その後将校の交代と「人民軍」への再編を経て、最終的にソビエト連邦軍に統合されて消滅した。この際、陸軍の指揮官職にあった将校は3分の1が処刑されるかシベリアに送られている。
現在のラトビア陸軍は、ソビエト連邦からラトビアが独立を回復した1991年に創設された。当初は徴兵制であり、期間は18か月であった。創設直後は、ロシア軍が軍事施設を引き渡す際に建物を損壊したり備品を持ち去ったため、暖房もない豚小屋を兵舎とせざるを得ない事例もあったという。独立後しばらくは、ロシア側の事情により国内にロシア軍が駐留しており、ラトビアへの脅威とみなされていた。
2007年に徴兵制を廃止。
2014年、ロシアによるクリミア併合を受けて、ラトビアは再軍備や軍の戦闘即応能力の向上を図った。さらに2022年2月から始まったロシアのウクライナ侵攻を受けて、ウクライナへ軍事装備を供与するとともに軍事費を増額している。また、同年7月には徴兵制度の再導入を発表し、2023年4月の法改正により正式に導入している。
2024年3月、冷戦後最大規模となるNATO軍事演習「クリスタル・アロー」が首都リガの郊外で実施され、ロシア軍のラトビア侵攻を想定した訓練が行われた。

## 保有装備

### 現役
| 名称                          | 画像         | 開発国                 | 種別                 | 型式            | 運用数       | 備考 |
| 装甲戦闘車両                  | 装甲戦闘車両 | 装甲戦闘車両           | 装甲戦闘車両         | 装甲戦闘車両    | 装甲戦闘車両 | 装甲戦闘車両 |
| ----------------------------- | ------------ | ---------------------- | -------------------- | --------------- | ------------ | --- |
| T-55                          |              | 旧ソ連                 | 主力戦車             |                 | 3            | 訓練用 |
| FV107 シミター                |              | イギリス               | 装甲偵察車           |                 | 170          | 派生型を含む |
| ASCOD                         |              | オーストリア・スペイン | 歩兵戦闘車           |                 | (42)         | 2025年1月30日に、歩兵戦闘車型42両を発注。                                                                           |
| パトリア 6x6                  |              | フィンランド           | 装甲兵員輸送車       |                 | 8            | フィンランドとの共同計画で調達したもので、保守・修理・可能な範囲の近代化はラトビア国内で行われる。200両以上を発注。 |
| ハンヴィー                    |              | アメリカ               | 軽装甲車             |                 |              | 装甲型 |
| 工兵・支援装備                |              |                        |                      |                 |              | |
| M3                            |              | アメリカ               | 浮橋システム         |                 | 4            | ジェネラル・ダイナミクス・ヨーロピアン・ランド・システムズ製                                                        |
| 砲兵                          |              |                        |                      |                 |              | |
| M109                          |              | アメリカ               | 155mm自走榴弾砲      | M109A5ÖE        | 59           | |
| K-53                          |              | チェコスロバキア       | 100mm野砲            |                 | 23           | 保管中 |
| L16                           |              | イギリス               | 81mm迫撃砲           |                 | 28           | |
| M120                          |              |                        | 120ｍｍ迫撃砲        |                 | 25           | |
| 歩兵火器                      |              |                        |                      |                 |              | |
| グロック                      |              | オーストリア           | 自動拳銃             | G17 G19 G21 G26 |              | |
| H&K MP5                       |              | ドイツ                 | 短機関銃             | MP5A3           |              | |
| H&K UMP                       |              | ドイツ                 | 短機関銃             | UMP9            |              | |
| H&K MP7                       |              | ドイツ                 | 短機関銃             |                 |              | |
| ウインチェスター M1300        |              | アメリカ               | 散弾銃               |                 |              | |
| レミントン M870               |              | アメリカ               | 散弾銃               |                 |              | |
| モスバーグ                    |              | アメリカ               | 散弾銃               |                 |              | |
| リー・エンフィールド          |              | イギリス               | 小銃                 |                 | 120          | 非可動の儀仗銃 |
| H&K G36                       |              | ドイツ                 | 自動小銃             | G36V、G36KV     |              | |
| AI アークティックウォーフェア |              | イギリス               | 狙撃銃               |                 |              | 退役した可能性がある                                                                                                |
| AI AXMC                       |              | イギリス               | 狙撃銃               |                 |              | |
| M14                           |              | アメリカ               | 狙撃銃               |                 |              | |
| H&K HK417                     |              | ドイツ                 | 狙撃銃               |                 |              | |
| PGM ヘカートII                |              | フランス               | 対物狙撃銃           |                 |              | 退役した可能性がある                                                                                                |
| AI AX50                       |              | イギリス               | 対物狙撃銃           |                 |              | |
| バレット M107                 |              | アメリカ               | 対物狙撃銃           |                 |              | |
| FN MINIMI                     |              | ベルギー               | 軽機関銃             |                 |              | |
| FN MAG                        |              | ベルギー               | 汎用機関銃           |                 |              | |
| ブローニング M2               |              | アメリカ               | 重機関銃             | M2 QCB          |              | |
| H&K AG36                      |              | ドイツ                 | グレネードランチャー |                 |              | |
| H&K GMG                       |              | ドイツ                 | グレネードランチャー |                 |              | |
| カール・グスタフ              |              | スウェーデン           | 対戦車火器           |                 |              | |
| Pvpj 1110                     |              | スウェーデン           | 対戦車火器           |                 |              | |
| スパイク                      |              | イスラエル             | 対戦車ミサイル       |                 |              | |
| RBS70                         |              | スウェーデン           | 地対空ミサイル       |                 |              | RBS70を運用。2025年3月には改良型のRBS70NGを発注しており、2026年から2030年にかけて導入予定。                         |
| スティンガー                  |              | アメリカ               | 地対空ミサイル       |                 |              | |